# Oyama
Oyama (jap. 小山市 Oyama-shi) – miasto w Japonii, na wyspie Honsiu, w prefekturze Tochigi, nad rzeką Omoi. Ma powierzchnię 171,75 km². W 2020 r. mieszkało w nim 166 791 osób, w 69 030 gospodarstwach domowych  (w 2010 r. 164 437 osób, w 62 798 gospodarstwach domowych).
Dawne miasto zamkowe. W okresie Tokugawa (1603–1868) rozwinęło się jako stacja pocztowa i port rzeczny. Stanowi ważny węzeł komunikacyjny, w którym łączą się trzy główne linie kolejowe. Obecność infrastruktury komunikacyjnej i bliskość Tokio spowodowały, że po II wojnie światowej miasto stało się przemysłowym przedmieściem obszaru metropolitalnego Wielkiego Tokio. W mieście rozwinął się przemysł elektrotechniczny i maszynowy (m.in. produkcja urządzeń górniczych i transportowych), a także drzewny, papierniczy oraz spożywczy.  

## Współpraca
- Australia: Cairns
- Niemcy: Lübz